# Justice en Charente-Maritime

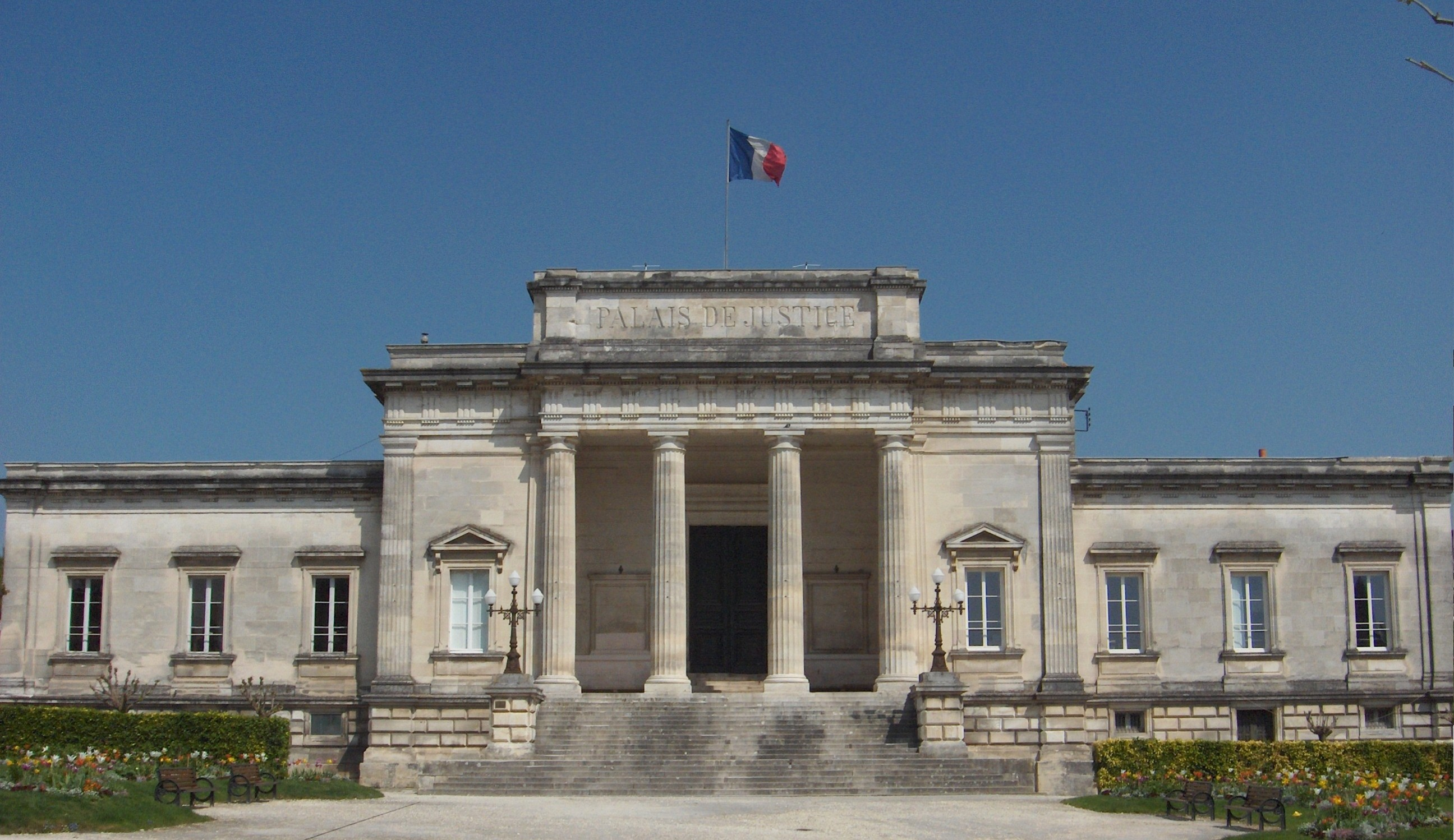
Le Palais de justice de Saintes (1863) est situé sur le cours national. Saintes est le chef-lieu judiciaire de la Charente-Maritime

Les juridictions judiciaires du département de la Charente-Maritime appartiennent au ressort de la cour d'appel de Poitiers, dans lequel se trouvent également les départements des Deux-Sèvres, de la Vendée et de la Vienne.
Parmi les juridictions judiciaires de Charente-Maritime figurent le tribunal d'instance et le tribunal de grande instance qui sont chargés de juger en matière civile les litiges entre personnes morales ou physiques (particuliers) et de sanctionner dans le cadre du droit pénal les auteurs des contraventions, délits et crimes.
Il n'existe pas de tribunal administratif en Charente-Maritime. De même, il n'existe pas non plus de tribunal maritime, malgré la présence d'une importance façade littorale, ni de tribunal militaire bien que l'implantation militaire soit très ancienne en Charente-Maritime.
Cependant, la justice est présente dans ce département depuis de longs siècles, notamment à Saintes qui a longtemps exercé le rôle de siège de justice départemental avant la réforme de la carte judiciaire engagée en novembre 2007.
Dans le ressort de la cour d'appel de Poitiers, la Charente-Maritime occupe la première place, autant par le nombre des tribunaux et des effectifs que par le nombre des affaires traitées.

## Tribunaux et administrations judiciaires avant la réforme de 2007

### Généralités
L’ordre judiciaire en Charente-Maritime est représenté exclusivement par des juridictions de premier degré. Ces juridictions ordinaires statuent alternativement ou cumulativement dans les domaines du droit civil et du droit pénal.

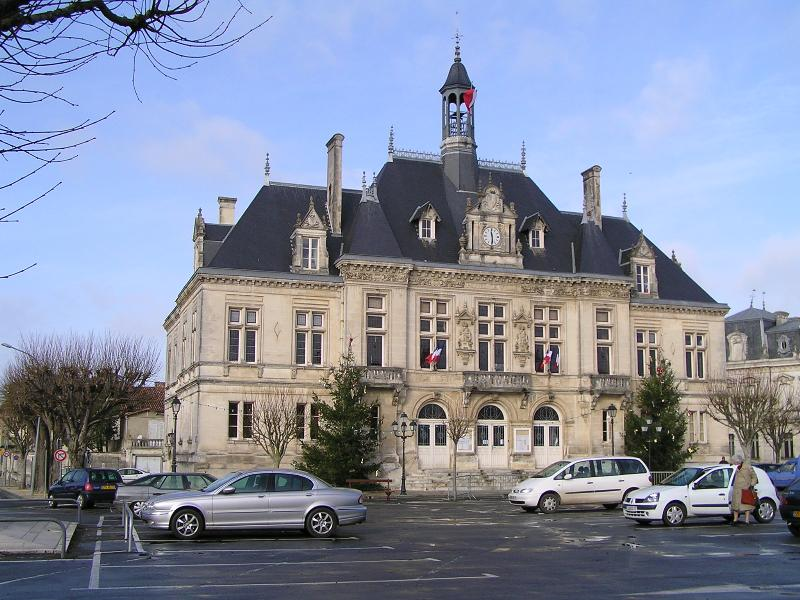
Façade de l'hôtel de ville de Saint-Jean-d'Angély. Cette sous-préfecture abritait un palais de justice construit en 1867. Sa fonction judiciaire a cessé avec la réforme de 2007.

Elles sont composées, d’une part, par les tribunaux judiciaires : 
- sept tribunaux d’instance. Ils étaient implantés à Jonzac, La Rochelle, Marennes, Rochefort, Royan, Saint-Jean-d'Angély et Saintes. 
- trois tribunaux de grande instance [désignés par le sigle TGI]. ils avaient leur siège à La Rochelle, Rochefort et Saintes.
et, d’autre part, par les juridictions de droit privé spécialisées :  
- quatre tribunaux de commerce. Ils fonctionnaient à La Rochelle, Marennes, Rochefort et Saintes.
- trois conseils des prud’hommes. Ils étaient en exercice à La Rochelle,  Rochefort et Saintes.
- un tribunal des affaires de Sécurité Sociale. Il est situé à La Rochelle.
Cet ordre judiciaire est complété par une juridiction de degré unique que représente la Cour d’assises de Saintes.
En effet, Saintes est le « chef-lieu » judiciaire de la Charente-Maritime puisqu'elle détient le siège de la Cour d'assises où réside le Procureur de la République pénal. C’est également à Saintes que l’Ordre des Avocats a fixé son siège départemental. Cette situation particulière provient, outre d'une longue tradition historique dans le domaine de l’exercice de la justice, mais surtout d’une compensation due à la perte, en 1810, du siège de la Préfecture du département au détriment de La Rochelle. 
En 2003, 45 magistrats et 218 avocats inscrits dans les barreaux du département c’est-à-dire les salles d’audience judiciaire des tribunaux exercent leur fonction en Charente-Maritime.

### Tribunaux judiciaires avant la réforme de 2007
En Charente-Maritime, la justice est représentée  dans le cadre des juridictions ordinaires par sept tribunaux d'instance et trois tribunaux de grande instance. 

#### Tribunaux d’instance avant la réforme de 2007
À la suite du remaniement de la carte judiciaire effectuée en 1958, les justices de paix et leur prolongement en matière pénale, les tribunaux de simple police, qui étaient alors exercés dans les chefs-lieux de canton de chaque département ont été supprimés. Ces derniers ont été remplacés par les tribunaux d’instance qui ont été mis en place dans chaque arrondissement d’un même département. 
En Charente-Maritime, ceux-ci sont plus nombreux que le nombre d’arrondissements. 

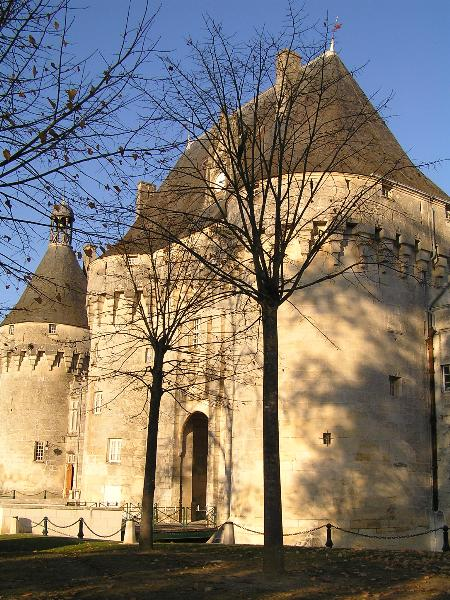
Château de Jonzac. Cette petite sous-préfecture a également un tribunal d'instance dépendant de la juridiction de Saintes

Ainsi, il existe sept tribunaux d'instance qui sont situés à :
- Jonzac
- Marennes
- Rochefort
- La Rochelle
- Royan
- Saint-Jean-d'Angély
- Saintes

Bien que les audiences des tribunaux d’instance – signalés par le sigle TI – se tiennent habituellement à juge unique, chaque TI est composé de plusieurs magistrats. Ces derniers sont des juges du tribunal de grande instance détachés par décret pour trois ans (renouvelables) auprès des TI de son ressort. 
Ainsi, les tribunaux d'instance de Jonzac, Royan et Saint-Jean-d’Angély comme celui de Saintes sont-ils du ressort du TGI de Saintes. 
Il en est de même pour les TI de Marennes et de Rochefort qui sont du ressort du TGI de Rochefort ainsi que de celui de La Rochelle qui dépend du TGI de La Rochelle.
Les tribunaux d'instance correspondent à des juridictions d’exception c’est-à-dire qu’ils statuent le plus souvent à juge unique et ont pour vocation de régler les litiges simples en matière de droit civil (actions en bornage ; actions en matière de loyers ; saisies mobilières). 

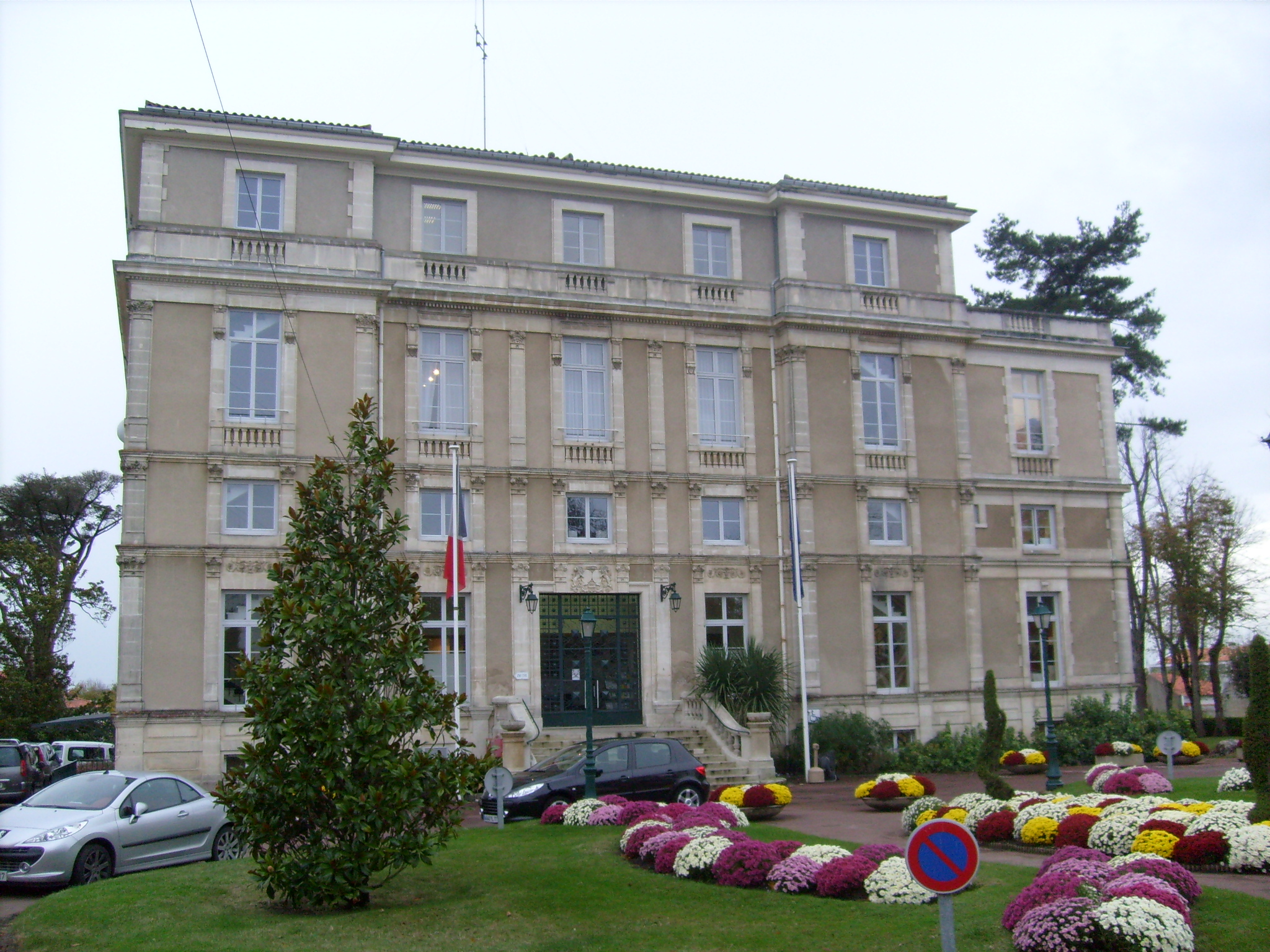
L'hôtel de ville de Royan abrite également un tribunal d'instance qui relève de la juridiction de Saintes.

Les tribunaux d'instance incluent également le Service des Tutelles qui est présent dans seulement quatre tribunaux d’instance en Charente-Maritime : Marennes, Rochefort, La Rochelle et Saintes. Ce service juridique a pour fonction notamment de conférer à un tuteur la charge de prendre soin de la personne et des biens d’un enfant mineur ou d’une personne majeure inapte à s’assumer seule. 
De plus, chaque TI du département est investi de fonctions diverses d’administration judiciaire comme la pose de scellés, la délivrance d’actes de notoriété ou encore de certificats de nationalité. Les tribunaux d’instance sont dans ce sens des juridictions civiles, bien que leurs fonctions ne se limitent pas seulement à cette partie du droit, car ils ont compétence en matière de droit pénal.
Ainsi, en matière répressive, ces juridictions de premier degré deviennent des juridictions correctionnelles, elles sont nommées alors tribunaux de police au pénal. Dans ce cadre, les juges sont chargés d’instruire et d’enregistrer les poursuites de première instance, fréquemment limitées aux contraventions c’est-à-dire des infractions aux lois et au règlement, généralement du Code de la route.

#### Tribunaux de grande instance avant la réforme de 2007
Les trois tribunaux de grande instance de la Charente-Maritime sont situés dans les trois principales villes du département :  
- Rochefort
- La Rochelle
- Saintes

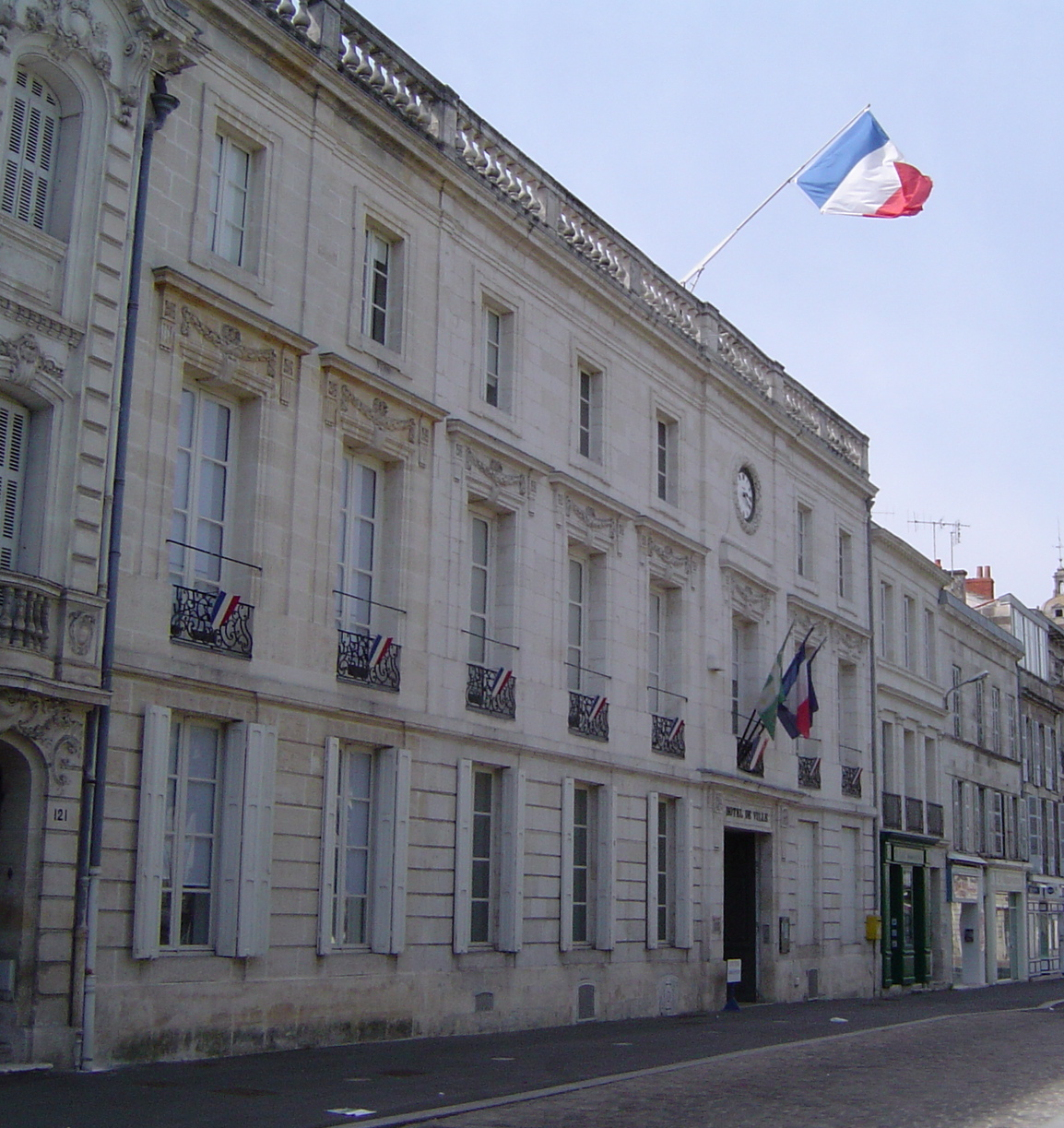
Hôtel de ville de Rochefort. Rochefort est le siège d'un des trois TGI de la Charente-Maritime, avant sa suppression annoncée en 2010

Il s’agit d’une situation assez exceptionnelle car, habituellement, un seul tribunal de grande instance est présent par département en France.
Ces juridictions de droit commun de première instance ont en matière de droit civil la tâche de juger certains procès civils, en particulier de prononcer les divorces. Au sein de ces trois juridictions civiles existent également des tribunaux pour enfants sous l’autorité d’un juge.
Ces tribunaux sont sur le plan du droit pénal chargés de juger les délits ; sur ce, ils correspondent aux tribunaux correctionnels au pénal. En droit pénal, le délit est une infraction punie d’une peine correctionnelle par opposition  à la contravention et au crime. 
Chaque tribunal de grande instance du département est représenté par un bâtonnier au barreau qui est élu annuellement et est chargé de représenter l’instance judiciaire.
En 2002, les trois TGI du département ont enregistré 5 373 affaires nouvelles dans le traitement des affaires civiles dont 2 162 ont été traitées à Saintes soit près de 1 dossier sur trois. 
En effet, le TGI de Saintes a une juridiction qui couvre les trois arrondissements de Jonzac, Saint-Jean-d'Angély et Saintes ainsi que les cantons se rattachant à Royan (Royan-Est et Royan-Ouest) représentant ainsi près de 270 000 habitants. Ceci explique également que Saintes occupe le troisième rang régional en Poitou-Charentes pour le nombre d'affaires judiciaires derrière Poitiers et Angoulême. 
De même, le tribunal correctionnel de Saintes occupe ce troisième rang régional sur le plan des affaires pénales avec 1 624 affaires nouvelles traitées en 2002. 
Ce centre judiciaire qui est le premier du département occupe 79 avocats dont 42 femmes c'est-à-dire le tiers des effectifs du département.
En matière de droit pénal, il arrive que les jugements émis en première instance peuvent être quelquefois contestés par les plaignants. C’est pourquoi ces derniers peuvent interjeter appel en se référant à une Cour d’appel qui est une juridiction supérieure – ou de second degré – chargée de juger les appels formés contre les décisions des juridictions inférieures. Dans ce cadre, la Charente-Maritime dépend de la Cour d'appel de Poitiers.

#### Cour d'assises de Saintes

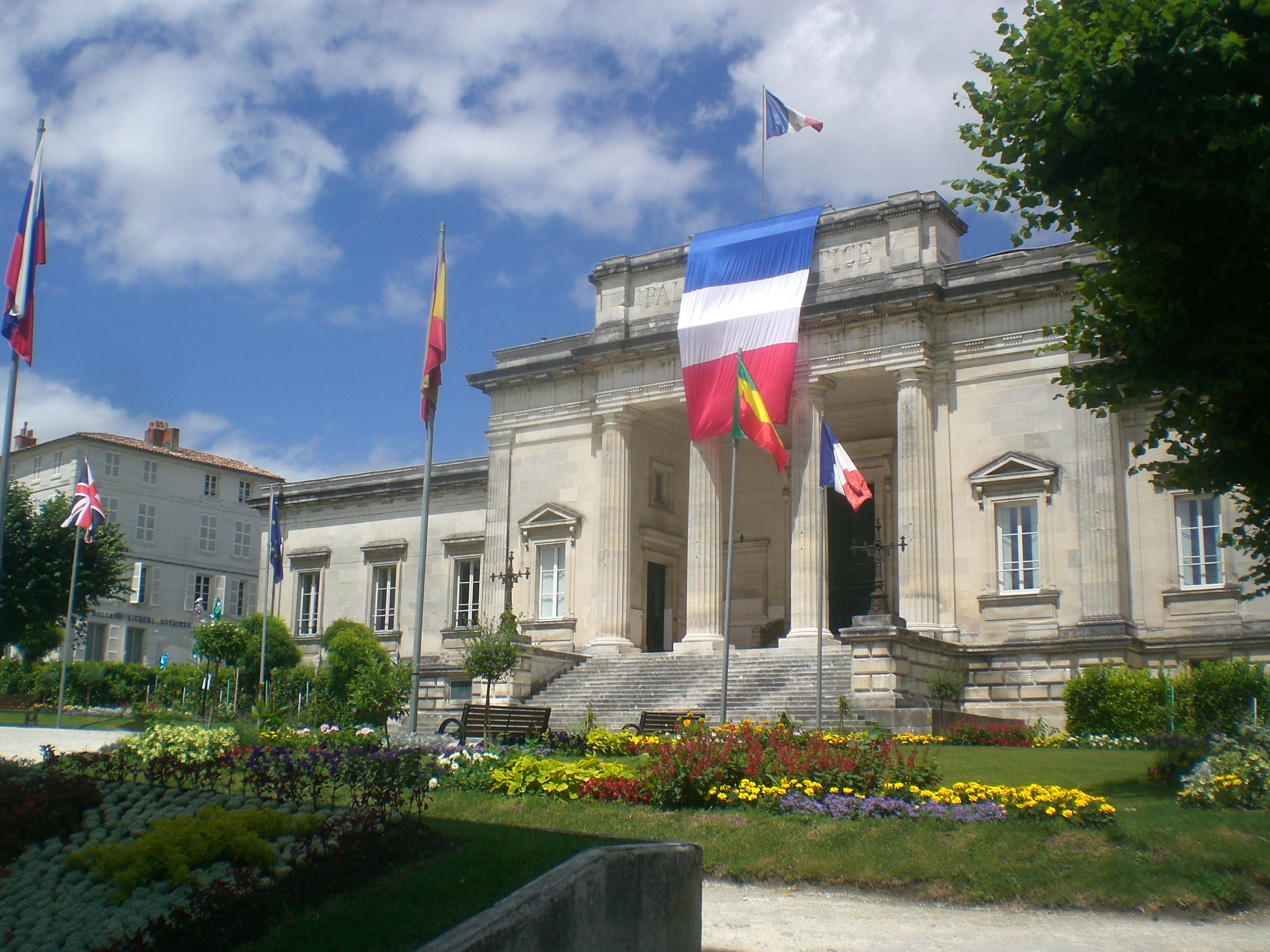
Le palais de justice de Saintes abrite la cour d'assises du département de la Charente-Maritime

La Charente-Maritime dispose d’une juridiction supérieure représentée par la Cour d’assises de  Saintes, qui est le siège de justice du département. 
Cette cour se réunit périodiquement pour sanctionner les infractions les plus graves que sont les crimes ; à Saintes, elle juge les crimes en premier ressort. En effet, ce tribunal, qui est une juridiction mixte, est composé de trois magistrats professionnels – un président et deux assesseurs – et de citoyens qui forment un jury de six jurés tirés au sort. 
La Cour d’assises de Saintes siège périodiquement en public, sauf si le huis clos est prononcé, et les arrêts prononcés peuvent être contestés en appel. 
A l'activité des tribunaux d'instance et de grande instance ainsi que de celle de la Cour d’assises de Saintes s'ajoute celle des autres tribunaux de droit commun et d’exception.

### Autres tribunaux  de droit commun et d'exception
Les autres tribunaux de droit commun de la Charente-Maritime sont chargés en particulier de juger les affaires économiques ou sociales c’est-à-dire, entre autres, de régler les contentieux entre les particuliers et les personnes physiques – que sont les entreprises privées. 

#### Tribunaux de commerce

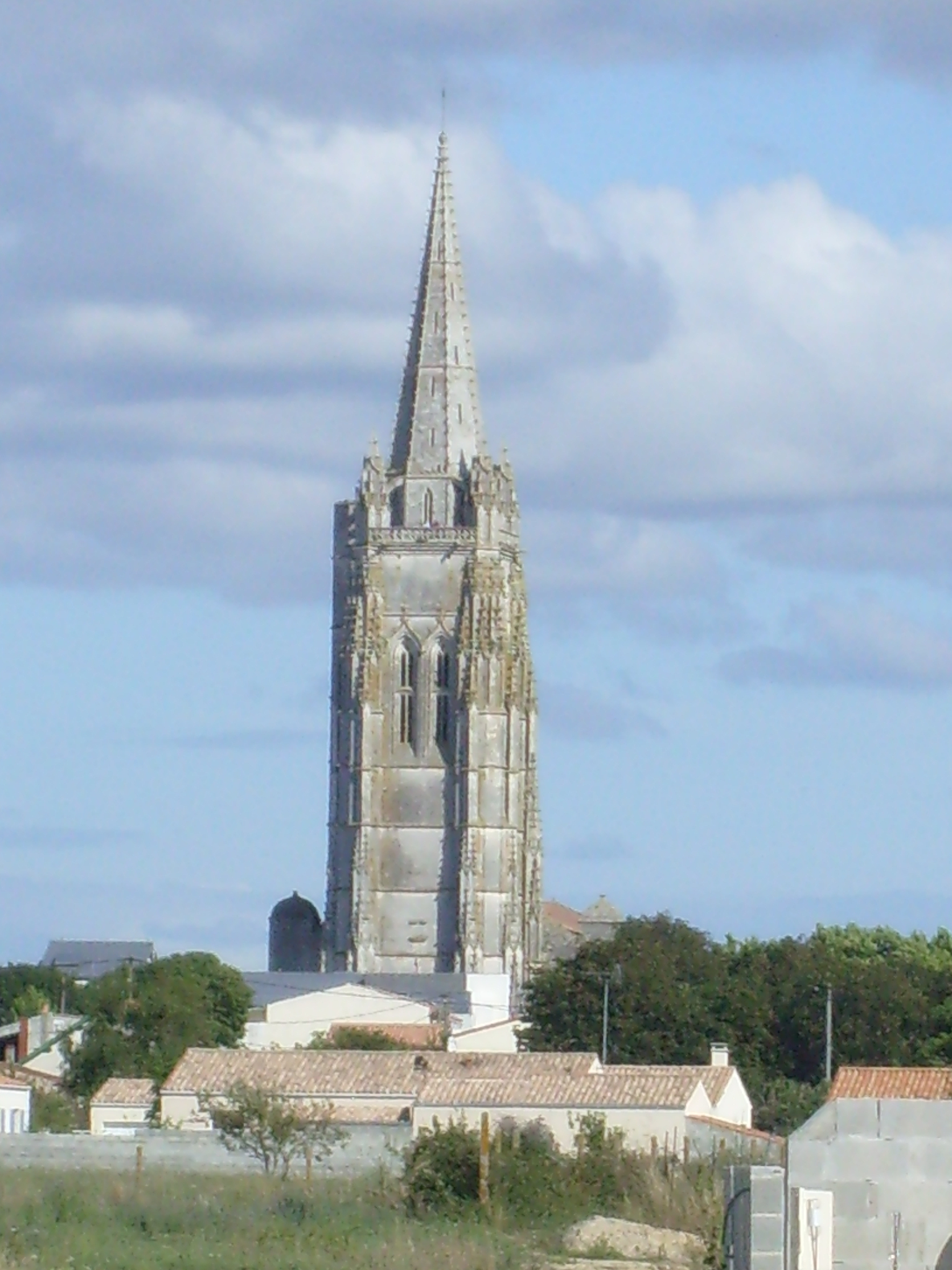
L'église Saint-Pierre-de-Sales à Marennes. Cette ville a une activité judiciaire ancienne, abritant avant la réforme judiciaire de 2007 des tribunaux d'instance et de commerce

Avant l'application de la réforme judiciaire de novembre 2007, il existait en Charente-Maritime quatre tribunaux de commerce, dont trois sont situés dans la zone littorale du département. Il s'agit des tribunaux de commerce de :
- Marennes
- Rochefort
- La Rochelle
- Saintes

En 1999, les tribunaux de commerce de Jonzac et de Saint-Jean-d'Angély ont été supprimés au détriment de celui de Saintes, qui a renforcé sa vocation départementale par la création du Service des Contentieux et des procédures collectives ainsi que par celui du Registre du commerce et des nantissements. 
Ces tribunaux sont chargés entre autres d’appliquer et d’interpréter le Code de commerce ou d’enregistrer les mouvements des entreprises (créations, fusions ou radiations) ainsi que les redressements judiciaires ou les dépôts de bilan.

#### Conseils de Prud'hommes
De plus, la Charente-Maritime compte trois conseils de Prud'hommes, présents également dans les trois principales villes du département : 
- Rochefort
- La Rochelle
- Saintes

Ces tribunaux civils, qui sont composés en nombre égal de représentants des salariés et des employeurs, ont pour rôle de trancher les conflits individuels du travail.

#### Tribunal des affaires de Sécurité sociale
Enfin, il existe en Charente-Maritime un tribunal d’exception à compétence spéciale. Il s’agit du Tribunal des affaires de Sécurité sociale dont le siège départemental a été fixé, non à Saintes, mais à La Rochelle, dans la Cité administrative des Cordeliers. Ce tribunal d’exception traite à l’échelle départementale des litiges qui ont lieu entre les particuliers et la Sécurité Sociale.

#### Autres juridictions
Concernant les autres tribunaux d’exception à compétence spéciale, la Charente-Maritime est soumise à des juridictions plus étendues, généralement de taille régionale. 
- Le département dépend entièrement du Tribunal maritime commercial de Bordeaux pour les affaires de la compétence du TMC.

- Le département se situe dans le ressort régional du Tribunal militaire de Bordeaux – zone de défense Sud-Ouest – pour les contentieux relevant de cette compétence.

### Autres administrations judiciaires
Du fait de son rôle de Préfecture et de l’importance de son agglomération urbaine, La Rochelle abrite une Maison de la Justice et du Droit qui a été inaugurée en 2002. C’est l’unique instance d’informations juridiques de ce genre présente dans le ressort de la Cour d'appel de Poitiers. 
Chapeautée par le T.G.I. de La Rochelle, ses missions sont de faciliter l'accès au droit en proposant la consultation d'un avocat ou d'un notaire ou le règlement amiable de conflits civils (consommation, voisinage, logement). Cette structure juridique a été implantée dans le quartier populaire de Mireuil.  En 2006, 7 600 personnes y ont été reçues et « 70 % de l’activité de la Maison de la justice porte sur le traitement de la délinquance, l’accès au droit ne représente que 30 % ».
Une autre structure juridique relevant du CDAD [Centre Départemental d’Accès au Droit] a ouvert un relais d’accès au droit dans le centre social du quartier populaire de La Rochelle, à Villeneuve-les-Salines, en septembre 2007. Il a la même vocation que la Maison de la justice et du droit.

## Administrations pénitentiaires et prévention judiciaire
Paradoxalement, le département de la Charente-Maritime qui est beaucoup plus rural que la moyenne nationale occupe le 26e rang des départements français métropolitains pour le taux de délinquance. Ces mauvais chiffres proviennent de plusieurs facteurs sociologiques qui sont dominés par le problème permanent de la précarité et du chômage endémique qui frappent aussi bien les villes que les campagnes. Il est du également au fait que le département a une activité touristique très importante ainsi qu'un littoral de plus en plus urbanisé. Pour parer à ces problèmes récurrents, le département dispose d'une bonne palette de structures d'encadrement social et d'un dispositif efficient de prévention.

### Administrations pénitentiaires
Dans le traitement des affaires pénales, il existe en Charente-Maritime trois structures d’administration pénitentiaire : les deux maisons d’arrêt (M.A) de Saintes et de Rochefort, un centre de détention pénitentiaire à Bedenac (CD) et une maison centrale à  Saint-Martin-de-Ré (MC). Tous les établissements pénitentiaires de la Charente-Maritime dépendent de la Direction interrégionale des services pénitentiaires de Bordeaux.

#### Maison d'arrêt de Saintes
Le tribunal correctionnel de Saintes travaille avec la maison d'arrêt de Saintes ainsi qu'avec le centre de détention régional de Bédenac, canton de Montlieu-La-Garde, dans le sud du département. 
La maison d’arrêt de Saintes, construite en 1831, est située en centre ville. Elle a été conçue pour 81 places de détention. Avec une population carcérale de 120 détenus, « la maison d’arrêt de Saintes affiche une surpopulation carcérale aussi sensible que la moyenne nationale, et un total de deux tiers de prévenus, c’est-à-dire de personnes en attente de jugement ». 
Comme toute maison d'arrêt (M.A.), celle-ci reçoit les prévenus (détenus en attente de jugement) ainsi que les condamnés dont le reliquat de peine n'excède pas, en principe, deux ans lors de leur condamnation définitive.

#### Centre de détention de Bédenac
Le centre pénitentiaire régional de Bédenac, catégorisé « Centre de détention », a été ouvert dans les années 1970 dans l’ancien camp militaire américain qui correspondait à une ancienne base de l’OTAN. 
Ce centre abrite 142 détenus de droit pénal qui, cependant suivent un programme de réinsertion pour les aider à préparer leur sortie en vue de leur réinsertion sociale.  Ce centre de détention accueille les condamnés d'un an et plus considérés comme présentant les perspectives de réinsertion les meilleures. À ce titre, les CD ont un régime de détention principalement orienté vers la resocialisation des détenus.
C'est l'unique centre de détention présent dans le ressort de la cour d'appel de Poitiers : « Sa capacité théorique d’accueil est aujourd’hui de 139 places pour 142 détenus, qui seront tous relogés dans de nouveaux locaux d’ici 2012. Date à laquelle l’établissement disposera de 236 places ».

#### Maison d'arrêt de Rochefort
Une maison d'arrêt existe également à Rochefort, en liaison avec son TGI, qui couvre les besoins de son arrondissement. Cette structure pénitentiaire souffre de surpopulation chronique où 123 détenus y sont recensés pour 51 places seulement ! Une expérience de pose de bracelets électroniques à 27 détenus est à l’essai depuis l’été 2007 pour pallier le grave problème de surpopulation carcérale qui frappe la maison d’arrêt de Rochefort. La maison d'arrêt de Rochefort a été mise en service en 1853, dans les murs d'un ancien cloître construit en 1827 qui ne comportait à l'origine qu'un seul étage. La prison fut fermée en 1957 à la suite d'un incendie, puis rouverte en 1972. Elle est située en centre ville au pied du centre hospitalier et juste à côté des thermes.

#### Maison centrale de Saint-Martin-de-Ré

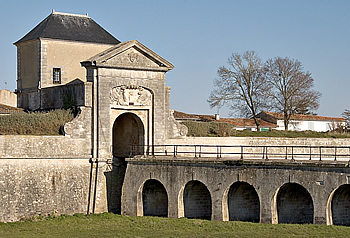
La porte des Campani fait partie des fortifications de Saint-Martin-de-Ré. Cette petite ville abrite le plus important centre de détention de la Charente-Maritime.

Le centre pénitentiaire de Saint-Martin-de-Ré est catégorisé « Maison centrale » ; c’est l’unique centrale de la  juridiction de Poitiers.  C’est le plus gros employeur de l’île de Ré où 212 agents encadrent 245 détenus de droit pénal. La population carcérale est composée de détenus en longue peine, ayant pour la plupart, commis des crimes ou des délits très graves. 
Une R.I.E.P. (Régie Industrielle des Établissements Pénitentiaires) fonctionne au sein de la centrale pénitentiaire de Saint-Martin-de-Ré et fournit du travail aux détenus. 
L'établissement, qui accueille des détenus condamnés à de longues peines, bénéficie d'une dimension historique très forte, notamment pour l'un de ses quartiers, ancienne place forte de type Vauban, inscrite au registre des monuments historiques.
Les locaux d'hébergements datent de l'après guerre et se caractérisent par des intérieurs de type coursive et des espaces cellulaires étroits. Ils sont composés de deux quartiers séparés, la "citadelle" et la "caserne".
Une maison centrale reçoit les condamnés les plus difficiles. Leur régime de détention est essentiellement axé sur la sécurité.

#### Cas particulier de La Rochelle
La Rochelle ne dispose pas de maison d'arrêt, ni de centre pénitentiaire, les détenus étant transférés à Fontenay-Le-Comte, qui étant situé dans le département voisin de la Vendée, fait partie du ressort de la Cour d'appel de Poitiers. 
C’est l’une des rares préfectures de France à ne pas disposer d’une prison malgré des besoins patents.

### Prévention de la délinquance
La prévention de la délinquance est avant tout un travail de partenariat entre les différents acteurs que sont la Justice (PJJ, TGI, Tribunal pour enfants) et l'État et ses services déconcentrés (DDJS, DDASS, Inspection Académique) ainsi que le Conseil Général.

#### L'ADEJ
La prévention judiciaire relaie les activités pénitentiaires et est surtout présente dans les principales agglomérations urbaines du département. 
Elle est représentée notamment par l'Association Départementale d'Entraide Judiciaire. L'ADEJ, qui a fixé son siège départemental à Rochefort, a pour mission d'aider les victimes et les justiciables et de prévenir la récidive. Ses actions qui se déroulent à Rochefort et à Saintes, ont lieu pour moitié dans l'agglomération de La Rochelle. 

#### La PJJ
Pour prévenir la délinquance juvénile, le département de la Charente-Maritime dispose d'un certain nombre de structures d'encadrement social et d'insertion professionnelle en direction des jeunes  et des mineurs délinquants. 
La Direction départementale de la protection judiciaire de la jeunesse [P.J.J.] qui est une  émanation du Ministère de la Justice est implantée à La Rochelle et une antenne a été ouverte à Saintes. Elle a mis en place, en 1998, une "classe-relais" pour accueillir temporairement des collégiens déscolarisés ou en risque de marginalisation. 
A La Rochelle, des jeunes de 14-16 ans sont suivis par une éducatrice de la PJJ et un enseignant qui travaille avec l'appui des familles. Cette classe compte huit jeunes qui définissent, avec les adultes, un projet de formation. 
La PJJ s'occupe également du suivi des jeunes majeurs. Ces derniers sont placés dans des établissements qui accueillent des 18-21 ans et sont encadrés par des travailleurs sociaux. Les placements des jeunes majeurs sont décidés par le juge des enfants, sur demande de l'intéressé lui-même. 

#### Les A.E.M.O. et C.O.A.E.
Parallèlement, un service pénitentiaire d'insertion et de probation pour adultes a été mis en place à la Rochelle tandis que trois centres d'action éducative en milieu ouvert (A.E.M.O) fonctionnent à Rochefort, Royan et Saintes. 
De même, La Rochelle et Saintes abritent chacune un centre d'orientation et d'action éducative (C.O.A.E). 
Tous ces centres fonctionnent sous l'égide du Ministère de la Justice.

## Police judiciaire
Bien que dépendant du Ministère de l'Intérieur, mais travaillant en association étroite avec le Ministère de la Justice, la Police Judiciaire [PJ] a rouvert son service à La Rochelle en 2005 et étend ses compétences sur l'ensemble du territoire départemental avec une équipe d'une douzaine d'agents.
Dans le secteur urbain de La Rochelle, qui est contrôlé par le commissariat de police, 10 874 infractions ont été relevées en 2006, contre 11 763 une année plus tôt. 
Dans le ressort de la juridiction de La Rochelle, la délinquance générale a diminué de 4,94 % entre 2005 et 2006 tandis que la délinquance sur la voie publique chutait de 5,89 %.

## Réforme de la carte judiciaire
En novembre 2007, le gouvernement sous l’impulsion de son Président et par l’autorité de la Garde des Sceaux a engagé une refonte de la carte judiciaire de la France dont les bouleversements profonds sont parfois vus comme un déséquilibre en termes d’aménagement du territoire, faisant craindre notamment une désertification judiciaire du monde rural. 
Ainsi, la réforme de la carte judiciaire de la Charente-Maritime entreprise en novembre 2007 et appliquée dès 2008 a des répercussions sensibles dans le département comme partout ailleurs en France.

### Pôle de l'instruction

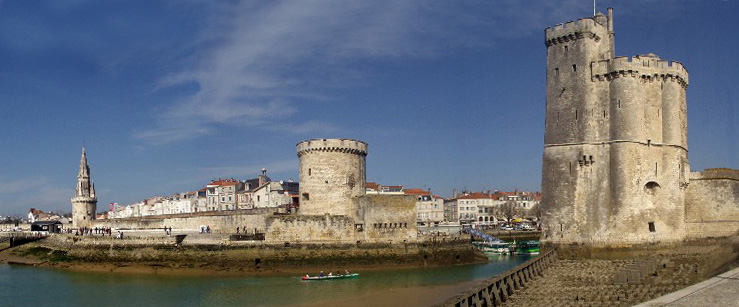
Depuis 2008, La Rochelle est devenu le siège du pôle de l'instruction de la Charente-Maritime

Tout d'abord, l'application de la réforme judiciaire a commencé en 2008 avec la mise en place des pôles de l'instruction. Ce rôle judiciaire a été placé de préférence à La Rochelle pour le département de la Charente-Maritime, aux dépens de Saintes. 
Concernant cette dernière ville, l’avenir de son activité judiciaire ne semble pas totalement compromis, malgré la perte inexorable de sa fonction de chef-lieu judiciaire du département à partir de 2010 et, ce, malgré l’excellence de sa situation géographique en Charente-Maritime. 
Il est vrai par ailleurs que la présence d'une Faculté de Droit de plein exercice au sein de l'Université de La Rochelle a pesé éminemment dans la refonte de la carte judiciaire de la Charente-Maritime.
Les pôles de l'instruction sont composés, à compter du premier mars 2008, de formations collégiales de deux juges d'instruction, qui sont chargées des crimes et des délits les plus graves ou les plus complexes. Au premier janvier 2010 ces formations compteront trois juges d'instruction, et seront compétentes pour toutes les affaires soumises à l'instruction.

### Refonte des autres tribunaux
En Charente-Maritime, le niveau de l'activité judiciaire, le souci de la bonne répartition des moyens et celui de l'équilibre territorial conduisent au maintien de deux tribunaux de grande instance, à La Rochelle et à Saintes. 
La réforme se poursuit en 2009 avec les tribunaux d'instance et les tribunaux de commerce

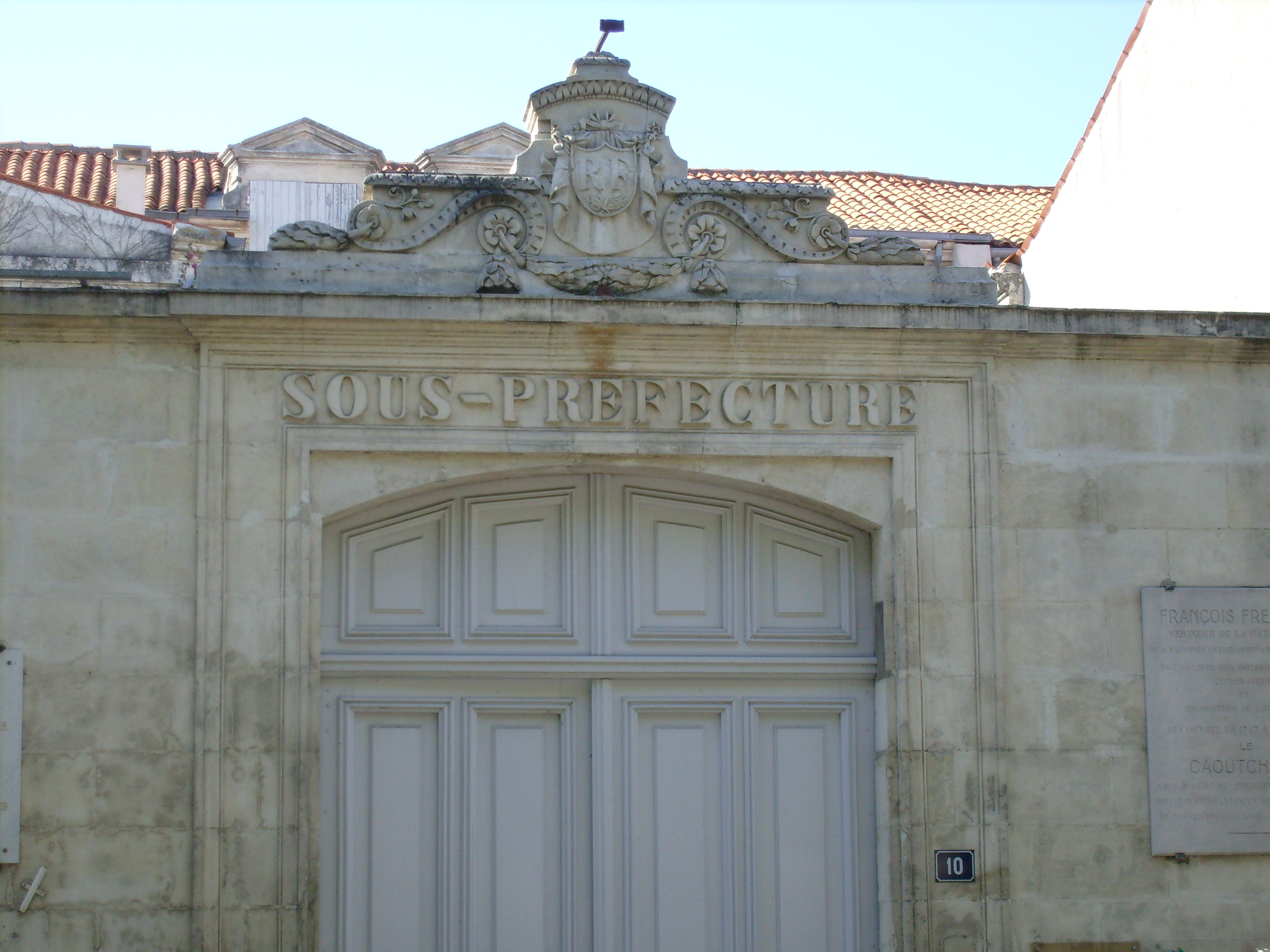
L'ancienne Sous-Préfecture de Marennes. La ville a joué également un actif rôle judiciaire jusqu'en 2009

- Rochefort perd son TGI mais garde néanmoins son T.I., ainsi que le Conseil des Prud’hommes au détriment de Marennes qui voit totalement disparaître sa petite fonction judiciaire qu’elle pratiquait depuis de longs siècles.

- De plus, les tribunaux de commerce de Rochefort et de Marennes sont également supprimés et leurs activités transférées à La Rochelle depuis 2010.

- Par ailleurs, Saint-Jean-d'Angély, à l’instar de Marennes, perd son TI après avoir vu supprimer son tribunal de commerce en 1999. Ses activités judiciaires sont toutes regroupées au sein du TI de Saintes.

- Les Tribunaux d’Instance de Jonzac et de Royan qui sont du ressort de la juridiction de Saintes ne sont momentanément pas concernés par cette réforme. Le tribunal d'instance de Jonzac a d'ailleurs été consolidé puisque les cantons de Pons et de Gémozac sont dorénavant adjoints à son ressort.

## Ordre administratif
Une partie du contentieux administratif est jugée par le tribunal administratif de Poitiers et la cour administrative d'appel de Bordeaux.